# Manoir de Keroman (Languidic)
Pour l’article homonyme, voir Manoir de Keroman (Inzinzac-Lochrist).
Le manoir de Keroman est un édifice situé à Languidic, en France.

## Situation
Le manoir est situé sur le territoire de la commune de Languidic, au lieu-dit Keroman, dans le département du Morbihan, en région Bretagne.

## Description
Le manoir est un édifice à un étage carré, construit en granite. Toiture  à longs pans recouverte d'ardoises et de chaume.

## Histoire
Édifice hétérogène de datation incertaine, chapelle en ruine.
Le manoir est inscrit à l'inventaire général du patrimoine culturel.